# Kongresspark

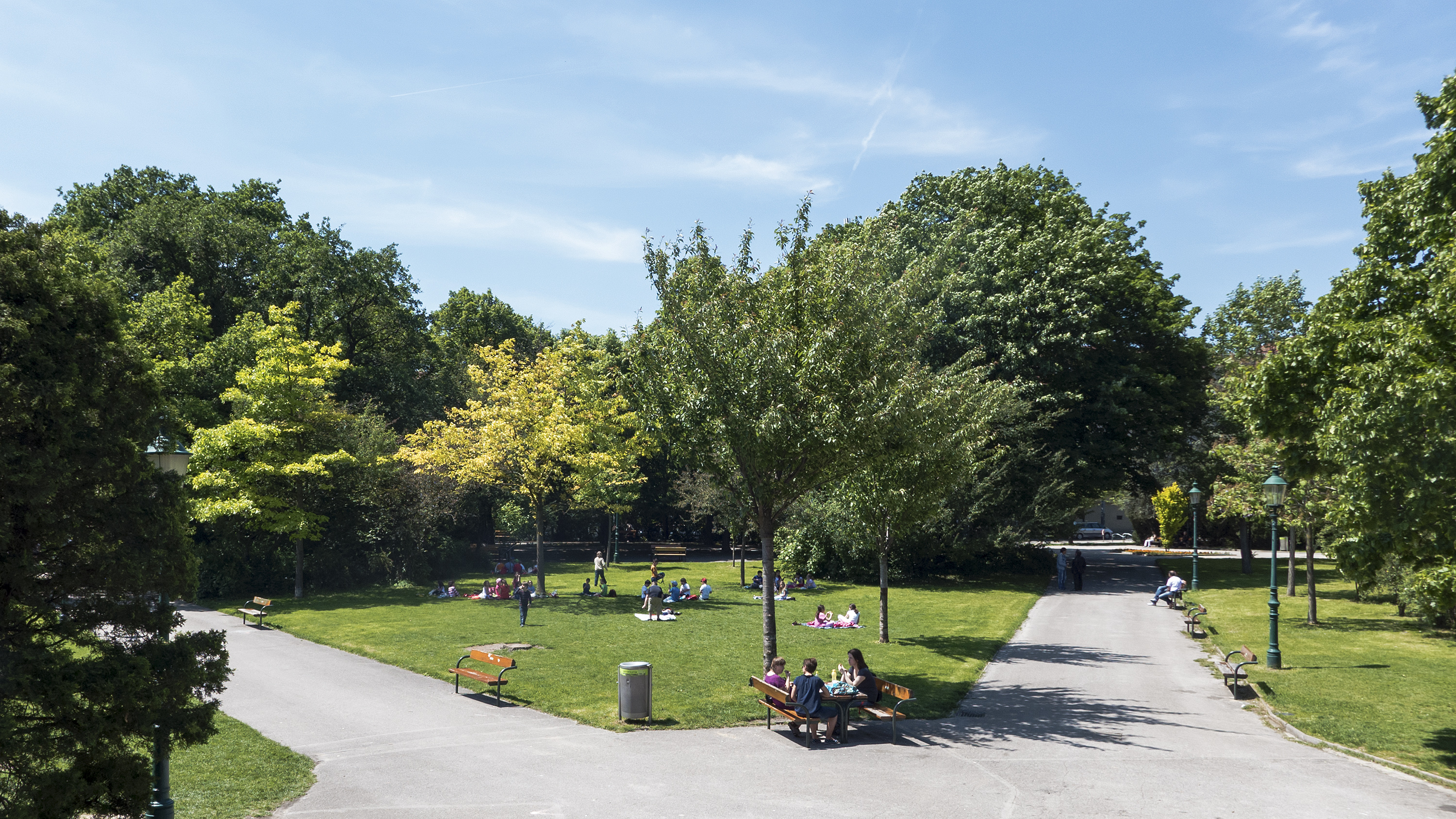
Im Kongresspark

Der Kongresspark ist eine rund 61.000 m² große öffentliche Parkanlage in Ottakring im Westen Wiens, an der Bezirksgrenze zu Hernals. Er wurde 1927/28 auf einer ehemaligen Sandgewinnungsstätte und Mülldeponie nach Plänen des Architekten Erich Franz Leischner angelegt und ist im Ensemble mit den benachbarten städtischen Wohnhausanlagen (Sandleitenhof, Wiedenhoferhof) der 1920er Jahre zu verstehen (siehe auch Eintrag Kongressplatz). Zeitgleich mit dem Park wurde das östlich anschließende Kongressbad errichtet. Der weitläufige Kongresspark mit seinen extensiven Spielmöglichkeiten für Kinder spielt für die Freizeitgestaltung im noch dicht besiedelten äußeren Westen der Wiener Kernstadt eine wichtige Rolle und zieht auch Besucher aus anderen Teilen der 16. und 17. Bezirke an.

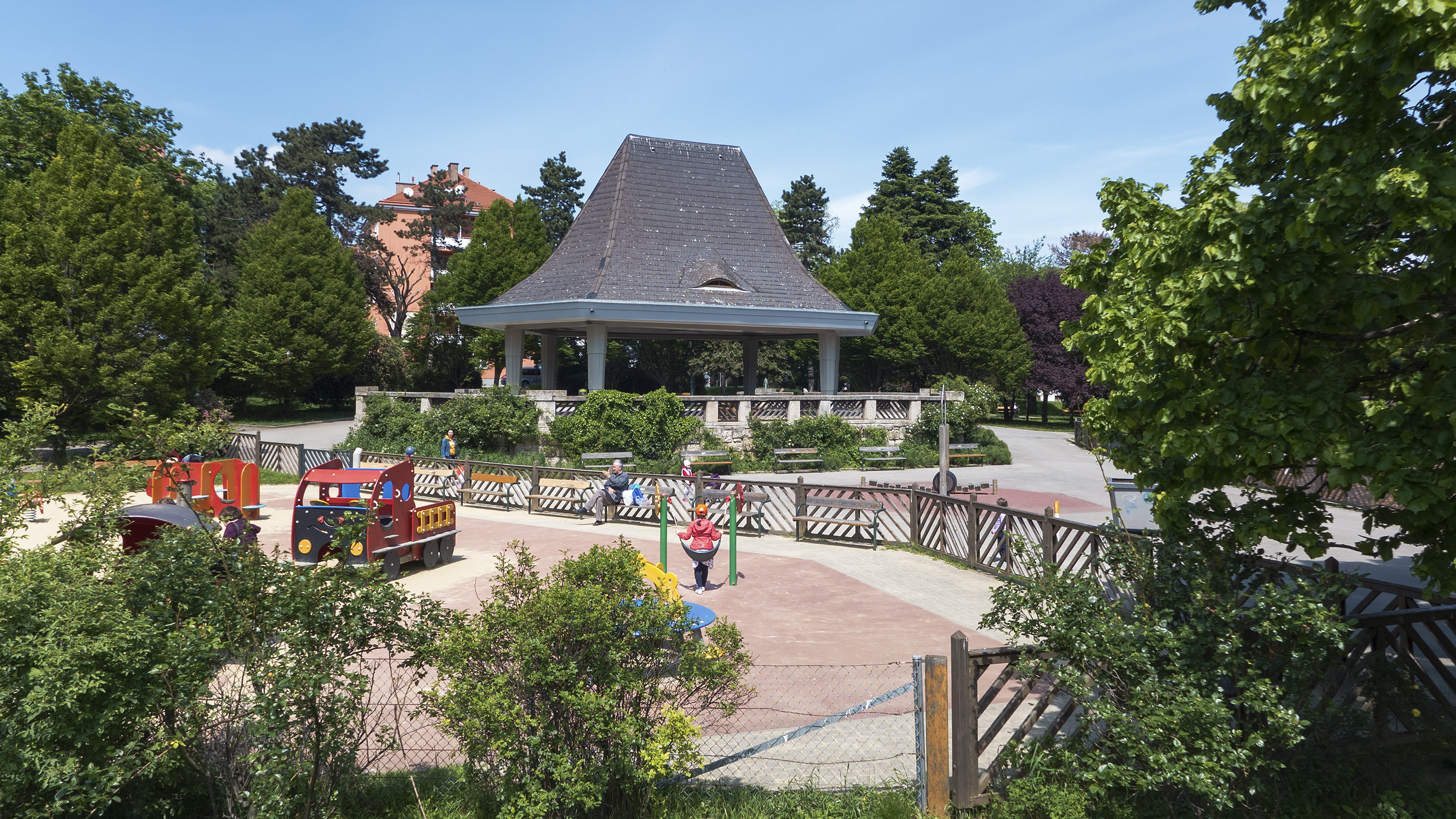
Milchtrinkhalle und Kinderspielplatz
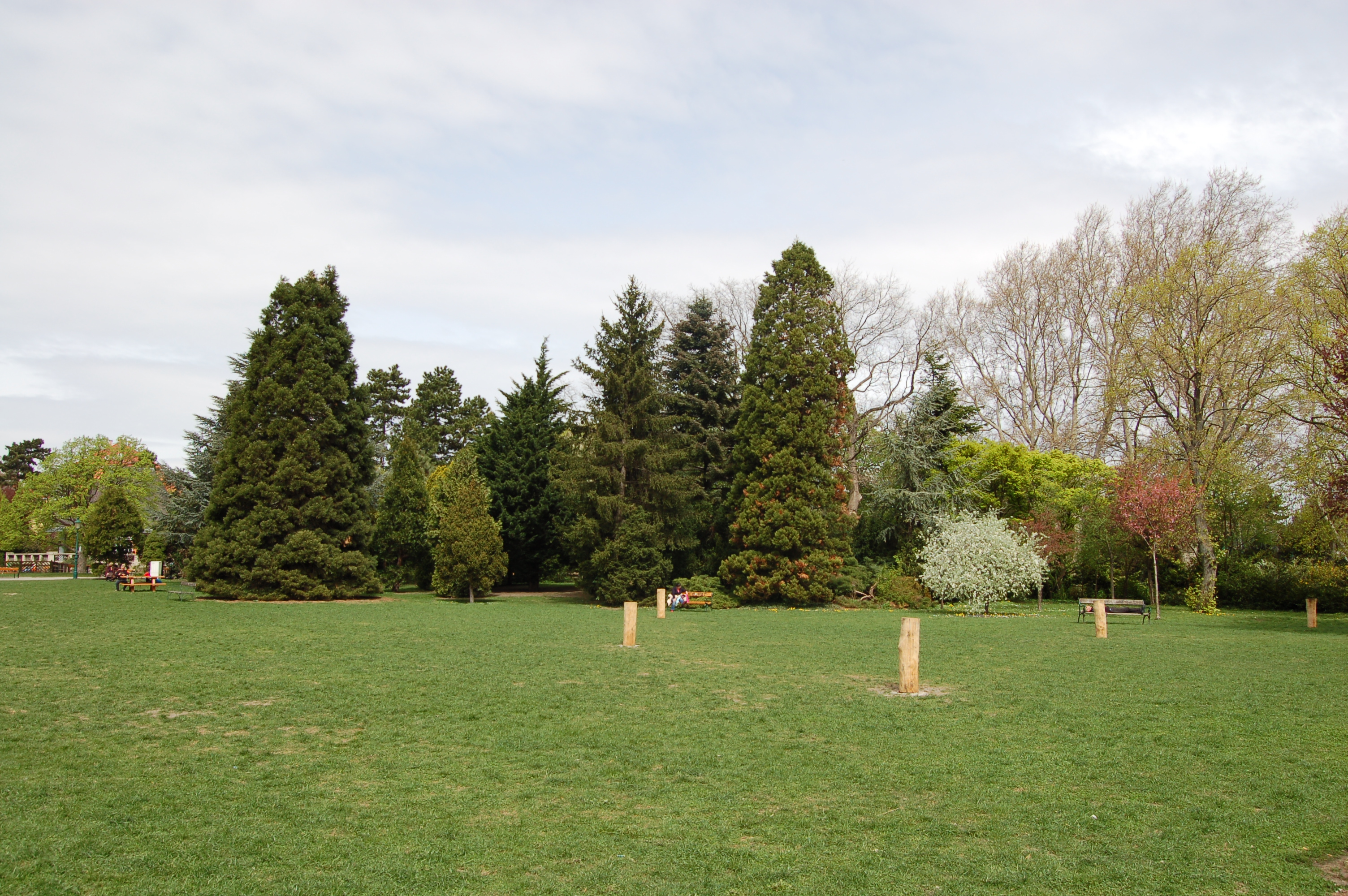
Eine Wiese im Kongresspark
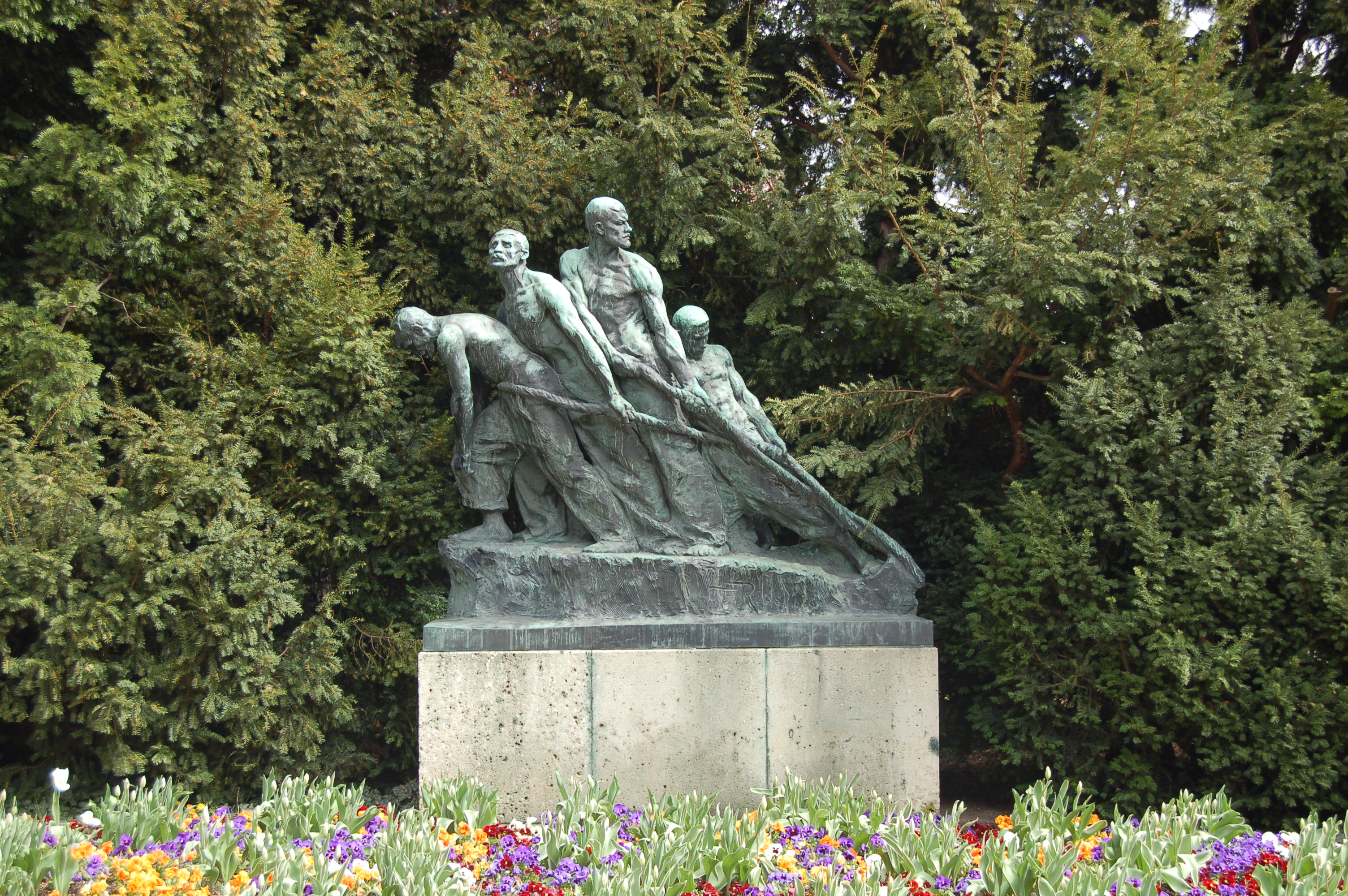
Denkmal „Die Unbesiegbaren“ von Teresa Feodorowna Ries (1928)